# Louis Oubre
Louis Oubre, né le 19 janvier 1885 à Rochefort et mort pour la France le 24 janvier 1942 à Kribi, est un militaire et résistant français, Compagnon de la Libération. Engagé volontaire dans les troupes coloniales, il est déjà un sous-officier expérimenté lorsque débute la Première Guerre mondiale au cours de laquelle il combat en France et en Afrique avant d'être fait prisonnier sur le front des Balkans. Agent de l'administration coloniale pendant l'entre-deux-guerres, il décide de se rallier à la France libre au début de la Seconde Guerre mondiale et participe à la mise en place de positions de défense sur les côtes du Cameroun avant de mourir prématurément de maladie et d'épuisement.

## Biographie

### Jeunesse et engagement
Louis Oubre naît le 19 janvier 1885 à Rochefort, alors en Charente inférieure. Fils de militaire, il décide de suivre les traces paternelles en s'engageant le 19 janvier 1903 et est affecté au 3e régiment d'infanterie coloniale (3e RIC),. Promu caporal le 1er décembre 1903, il est muté au 2e régiment de tirailleurs sénégalais le 19 juillet 1907 avec lequel il séjourne au Haut-Sénégal et Niger,. De retour au 3e RIC en septembre 1908, il en repart le 16 août 1909 pour rejoindre les rangs du 21e régiment d'infanterie coloniale et est promu sergent le 1er novembre de la même année. Passé au 7e régiment d'infanterie coloniale le 18 avril 1913, il est promu sergent-major le 16 juillet suivant.

### Première Guerre mondiale
Pris dans la Première Guerre mondiale avec son régiment, Louis Oubre participe à la bataille des frontières à l'issue de laquelle il est promu adjudant,. Il prend ensuite part à la bataille de la Marne et passe aspirant le 2 janvier 1915,. Le 27 janvier 1915, il quitte le front de métropole pour rejoindre le bataillon de tirailleurs sénégalais de l'AOF et combattre pendant la campagne d'Afrique de l'Ouest. Il est de retour en métropole en mai 1916 lorsqu'il est muté au 5e régiment d'infanterie coloniale avec lequel il participe à la bataille de la Somme,. Il est promu lieutenant le 2 janvier 1917 avant d'être affecté au 34e régiment d'infanterie coloniale avec lequel il participe à l'expédition de Salonique sur le front des Balkans,. Le 16 mai 1917, il est fait prisonnier en Bulgarie. Libéré après l'armistice du 11 novembre 1918 il est rapatrié et affecté au 4e régiment d'infanterie coloniale le 20 décembre 1918.

### Entre-deux-guerres
Parti pour le Levant en janvier 1921, il est affecté au 22e régiment d'infanterie coloniale le 25 février 1922 et prend sa retraite militaire en juillet suivant. Il retourne alors en Afrique et entre dans l'administration coloniale en devenant agent des services civils de l'AOF. Il est promu adjoint principal de classe exceptionnelle en janvier 1932 puis adjoint principal hors classe en janvier 1940.

### Seconde Guerre mondiale
En poste à Brazzaville au début de la Seconde Guerre mondiale, il refuse l'armistice du 22 juin 1940 et joue un rôle important dans le ralliement du Congo à la France libre. Engagé dans les forces françaises libres et promu capitaine, il est affecté au bataillon du Moyen-Congo. Volontaire pour intégrer une unité combattante, il demande sa mutation au corps expéditionnaire de l'Afrique française libre mais, compte tenu de son âge, se voit confier le commandement de la région de Kribi et, dans le même temps, de la 1re compagnie du 1er régiment de tirailleurs du cameroun stationnée dans le secteur. Dès lors, il s'emploie avec énergie à mettre en place des postes de guets tout le long du littoral atlantique et à inspecter continuellement sa zone de responsabilité afin de constamment améliorer les moyens de liaison. Touché par la maladie et épuisé par son intense activité, Louis Oubre meurt le 24 janvier 1942 à Kribi où il est inhumé.

## Décorations
|           |  | Bronze star |
| Gold star |  |             |

| Chevalier de la Légion d'honneur                                                | Chevalier de la Légion d'honneur                                                | Chevalier de la Légion d'honneur                                                | Compagnon de la Libération À titre posthume, par décret du 25 juin 1942 | Compagnon de la Libération À titre posthume, par décret du 25 juin 1942 | Compagnon de la Libération À titre posthume, par décret du 25 juin 1942 | Croix de guerre 1914-1918 Avec une étoile de bronze | Croix de guerre 1914-1918 Avec une étoile de bronze | Croix de guerre 1914-1918 Avec une étoile de bronze |
| Croix de guerre des Théâtres d'opérations extérieurs Avec une étoile de vermeil | Croix de guerre des Théâtres d'opérations extérieurs Avec une étoile de vermeil | Croix de guerre des Théâtres d'opérations extérieurs Avec une étoile de vermeil | Médaille coloniale Avec agrafe "AOF"                                    | Médaille coloniale Avec agrafe "AOF"                                    | Médaille coloniale Avec agrafe "AOF"                                    | Médaille de la Victoire 14-18                       | Médaille de la Victoire 14-18                       | Médaille de la Victoire 14-18                       |